# إدواردو لي
إدواردو لي (بالإسبانية: Eduardo Li)‏ هو شخصية أعمال كوستاريكي، ولد في 11 نوفمبر 1958 في بونتاريناس ‏ في كوستاريكا.